# 川辺村 (熊本県)
川辺村（かわべむら）は、熊本県の北部、鹿本郡にかつてあった村。

## 歴史
- 1889年（明治22年）4月1日 - 町村制施行に伴い、山鹿郡鍋田村、保多田村、西牧村、椿井村、麻生野村が合併し、川辺村が発足。
- 1896年（明治29年）4月1日- 山鹿郡と山本郡が合併して鹿本郡となる。
- 1954年（昭和29年）4月1日 - 鹿本郡山鹿町、八幡村、三玉村、三岳村、平小城村、大道村、米田村と合併して山鹿市となり消滅。